# Tamara Manina
Tamara Manina (în rusă Тамара Манина; n. 16 septembrie 1934, Petrozavodsk, RSFS Rusă, URSS) este o gimnastă artistică ce a reprezentat Uniunea Republicilor Sovietice Socialiste, medaliată olimpică. A participat la 2 ediții ale Jocurilor Olimpice (1956, 1964) în care a câștigat două medalii de aur, 3 medalii de argint și o medalie de bronz.